# Тодор Шикалев
Тодор Шикалев е български революционер, деец на Вътрешната македоно-одринска революционна организация.

## Биография
Тодор Шикалев е роден в Мало Църско, тогава в Османската империя. Заедно с баща си работи като хлебар в битолското село Търново и научава цинцарски. Включва се във ВМОРО и събира сведения за Битолския околийски комитет. Участва Илинденско-Преображенското въстание, а след потушаването на въстанието се противопоставя на гръцката въоръжена пропаганда в Битолско. През 1906 година участва в убийството на гръцкия големец Чома, заради което е арестуван и осъден.
Заради добро поведение е освободен след Младотурската революция от 1908 година. Емигрира в САЩ и развива успешен бизнес, но се връща в България, за да се включи в доброволческа чета на МОО в Балканската война и служи във 2 рота на 11 сярска дружина. През Междусъюзническата война е в Сборната партизанска рота на МОО и прилепската чета, а с Милан Гюрлуков участва в Тиквешкото въстание, след което забегва през Албания за САЩ.
След войните три пъти се завръща в България, за да си извади документи и да се завърне в Битоля, но са неуспешни. На 1 септември 1937 година е блъснат от мотоциклет, докато пресича улица „Цар Борис“. Умира в дома на сина си на 29 септември.